# Vecko-Journalen
Vecko-Journalen var en svensk veckotidning utgiven 1910–1980. Tidningen grundades av Erik Åkerlund som 1906 hade grundat Åhlén & Åkerlunds Förlag AB.

## Historik
Under 1910 och delar av 1911 bar tidningen namnet Illustrerad veckojournal, därefter Vecko-Journalen (periodvis sammanskrivet Veckojournalen). 1963 sammanslogs Vecko-Journalen med Idun, och utgavs fram till 1968 under dubbelnamnet Idun-Veckojournalen. Efter många års minskande upplaga övergick Vecko-Journalen 1980 till månadsutgivning och blev följaktligen Månadsjournalen som utgavs fram till 2002.
Vecko-Journalens innehåll och framgång varierade över tid men tidningens storhetstid inföll under 1940- och 1950-talen. Den huvudsakliga målgruppen var den bildade medelklassen i de större städerna. Det skrivna materialet bestod till stor del av fördjupande reportage, intervjuer, recensioner och kortare essäer, ofta med fokus i kulturlivet.
Vecko-Journalen nådde emellertid periodvis en mycket bred läsarkrets, främst med anledning av tidningens närmast officiella ställning som svenskt hovmagasin. De i mittuppslaget strategiskt placerade kungabilderna i sepiabrunt kom länge att vara Vecko-Journalens starkaste varumärke och orsak till försäljningsframgång. Tidningens bildjournalistik kring "lillprinsen", nuvarande Kung Carl XVI Gustaf, och hans systrar, Hagasessorna, blev ikonisk och kom att prägla bilden av det svenska kungahuset.

## Chefredaktörer
- 1910: Erik Åkerlund (även ansvarig utgivare till och med 1917)
- 1910–1913: Sigge Strömberg
- 1914: Torsten Gullberg
- 1914: Matts A. Stenström
- 1914–1918: Beyron Carlsson (även ansvarig utgivare 1917–1919)
- 1919–1920: Axel Essén (även ansvarig utgivare 1919–1921)
- 1921–1922: Beyron Carlsson (även ansvarig utgivare samma period)
- 1922–1923: Ewald Stomberg (även ansvarig utgivare 1922–?)
- 1923–1928: Axel Essén
- 1928–1943: Elsa Nyblom (även ansvarig utgivare 1932–1943)
- 1943–1946: Robert Josephsson (även ansvarig utgivare samma period)
- 1946–1951: Stig Ahlgren (även ansvarig utgivare samma period)
- 1951–1965: Gustaf von Platen (även ansvarig utgivare samma period)
- 1966: Lars Erik Olsson (även ansvarig utgivare samma period)
- 1966–1968: Karl E. Hillgren (även ansvarig utgivare 1967)
- 1969–1978: Börge Bengtsson (tillförordnad 1968–1969; även ansvarig utgivare 1968–1978)
- 1978–1979: Sven Sörmark
- 1979: Gunny Widell (även ansvarig utgivare samma period)
- 1979–1980: Lars C.G. Ericsson
- 1980: Caj Andersson (även ansvarig utgivare samma period)

## Kända medarbetare
- Barbro Alving
- Marianne Zetterström